# 邵东市第三中学
邵东市第三中学是一所位于中华人民共和国湖南省邵阳市邵东市火厂坪镇的全日制公办高级中学，湖南省示范性中学之一。

## 历史
学校肇始于邵东县第一初级中学在董家湾设立的分校，1956年，学校脱离邵东一中并建立邵东县第三初级中学:109，1958年，开始招收高中班，1960年，学校成为完全中学:435。1966年至1976年文化大革命期間，該校部分師生遭到批鬥、正常教學秩序遭到嚴重破壞，直到1970年代後期才逐漸恢復辦學，并于1981年与同县邵东一中一并恢复为完全中学:436，邵东三中更於当年與同地區（邵陽地區）邵陽市第一中學、邵陽市第二中學、武冈市第二中学、洞口縣第一中學以及隆回縣第一中學並列為湖南省屬重點中學。
2019年，邵东县撤县建市，學校因此同步更名為「邵東市第三中學」。

## 知名校友
邵东三中自成立以来已经培养了超过万名合格的畢業生，中国人民解放军兰州军区总参谋长周美华、海南军区政委刘人杰、湖南省人大常委会副主任罗桂求、湖南省人民政府副省长张剑飞、山东省人民政府副省长曾赞荣、清华大学博士生导师肖田元等军政界、学界人士皆师出邵东三中。